# Национальная музыкальная академия Украины имени П. И. Чайковского
Национальная музыкальная академия Украины имени П. И. Чайковского, неофициально — Киевская консерватория, укр. Національна музична академія України імені П. І. Чайковського (Київська консерваторія) — высшее государственное музыкальное учебное заведение Украины IV степени аккредитации, занимает лидирующее место среди музыкальных вузов Украины и мира.

## История
Консерватория была основана 3 ноября 1913 на базе музыкального училища Киевского отделения Русского музыкального общества. Три попытки организации консерватории на базе училища были сделаны ещё до 1913 года, но только последняя (А. Виноградский и В. Пухальский готовили документы) оказалась успешной. Первым директором был Владимир Пухальский (директор Киевского музыкального училища), которого Елена Георгиевна Саксен-Альтенбургская (председатель Императорского Русского музыкального общества, Её Высочество, Принцесса) попросила стать директором Киевской консерватории на один год. В июне 1914 года состоялись выборы директора и В. В. Пухальский получил 16 голосов (из 16 возможных), но отказался от баллотировки и попросил присутствующих о том, чтобы они утвердили выпускника училища 1894 года Рейнгольда Глиэра — ныне профессора консерватории (получившего всего два голоса). До 1924 года консерватория не подвергалась реорганизациям. В 1925 году младшие классы выделены в отдельное учебное заведение — музыкальный техникум, старшие классы вошли в состав Музыкально-драматического института имени Н. В. Лысенко.
17 апреля 1938 года в связи с 25-летним юбилеем и за выдающиеся заслуги в области подготовки музыкальных кадров Советской Украины консерватория награждена орденом Ленина.
В 1940 году консерватории присвоено имя П. И. Чайковского и она стала называться Киевской государственной консерваторией имени П. И. Чайковского.
В 1995 году по указу президента Украины консерватория приобрела статус Национальной музыкальной академии Украины имени П. И. Чайковского.

## Переименование

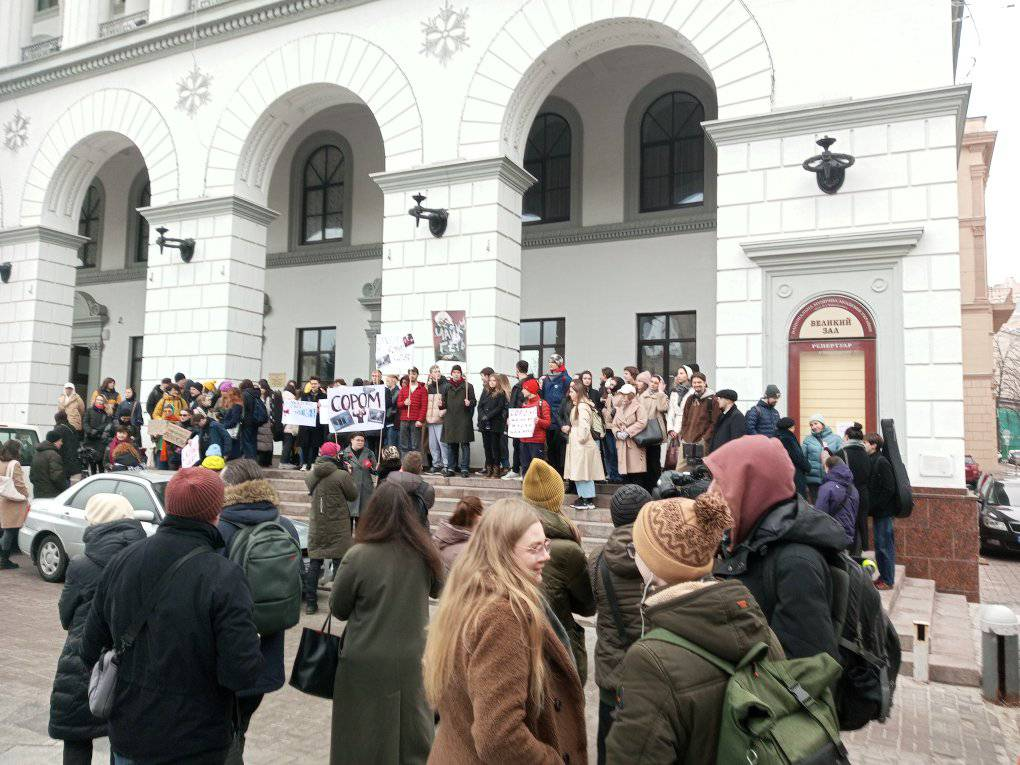
Протест студентов, выпускников и преподавателей НМАУ им. П. И. Чайковского с требованием исключить посвящение российскому композитору из названия учреждения.

Ещё в июне 2022 года на фоне военного вторжения России Ученый Совет Национальной музыкальной академии (НМАУ) решил оставить имя композитора Чайковского в заведении. После этого студенты и выпускники учебного заведения обнародовали письмо в поддержку «необходимости исключения имени русского композитора из названия нашего учебного заведения».
В июле того же года экспертный совет Министерства культуры и информационной политики Украины по преодолению последствий русификации и тоталитаризма отметил, что имя Чайковского может присутствовать в украинском культурном и общественном пространстве, «поскольку он не был имперским шовинистом, врагом гуманизма или общечеловеческих ценностей как таковым». В то же время Совет рекомендовал коллективу заведения отказаться от фамилии композитора в названии (абсурдный вид имеет ситуация, когда две консерватории в мире — в Москве и Киеве — имеют имя Чайковского, а фрагмент его концерта является официально утвержденным гимном, звучащим во время выступления российской олимпийской команды под нейтральным флагом, фактически служа символом нынешней России как государства).
В декабре трудовой коллектив академии не смог решить, нужно ли изымать имя композитора из названия заведения и отложил этот вопрос для дальнейшего изучения. В Министерстве культуры этим были разочарованы.
30 ноября 2023 года экспертная комиссия Украинского института национальной памяти по определению принадлежности объектов к символике российской имперской политики в составе из девяти украинских историков (Елена Бачинская, Виктор Брехуненко, Святослав Вербич, Леся Генералюк, Андрей Гречило, Сергей Наумов, Александр Рублёв, Алексей Сокирко, Анатолий Скрипник) опубликовало заключение, по которому название академии относится к символике российской имперской политики. Были использованы следующие аргументы:
- Большую часть жизни провел в России, его становление как личности происходило в российской среде,
- При написании вокальных произведений предпочитал русские литературным источникам: все оперы, кантаты и подавляющее большинство камерно-вокальной музыки составлены именно на русские тексты. При создании музыки на произведения Тараса Шевченко композитор обращался не к оригинальным текстам украинского поэта, а использовал русские переводы,
- создание оперы «Мазепа» о поражении украинского войска в в Полтавской битве, созданное на основе поэмы Полтава Александра Пушкина (опера «Мазепа» хотя сюжетно и связана с украинской тематикой, но является русским не только по языку либретто, но и по содержанию),
- национальная идентификация композитора как русского,
- комиссия выдвигает теорию, что переименование в 1940 году было основано на желании руководства УССР продемонстрировать приверженность Москве, так и признание первенства русской культуры среди культур союзных республик,
- отсутствие непосредственной роли в основании предшественницы заведения, отказ от приглашения возглавить «музыкальные дела киевского отделения» и отсутствие содействия повышению статуса музыкального училища после своего приезда туда,
- именем композитора названы ведущие учреждения культуры и музыкальные события в РФ

В январе 2024 года Киевский городской совет на основе заключения УИНП решил обратиться в Министерство культуры и информационной политикой с запросом о переименовании.
Аргументы противников переименования изложены в экспертном заключении Института украиноведения  и историка А. Павка , это: 1) «казацкая родословная композитора», 2) наличие «произведений на слова Т.Шевченко», 3) наличие «до 40 музыкальных произведений, написанных в Украине»; 4) «предложение 1890 года о реорганизации Киевского музучилища в консерваторию».

## Здание

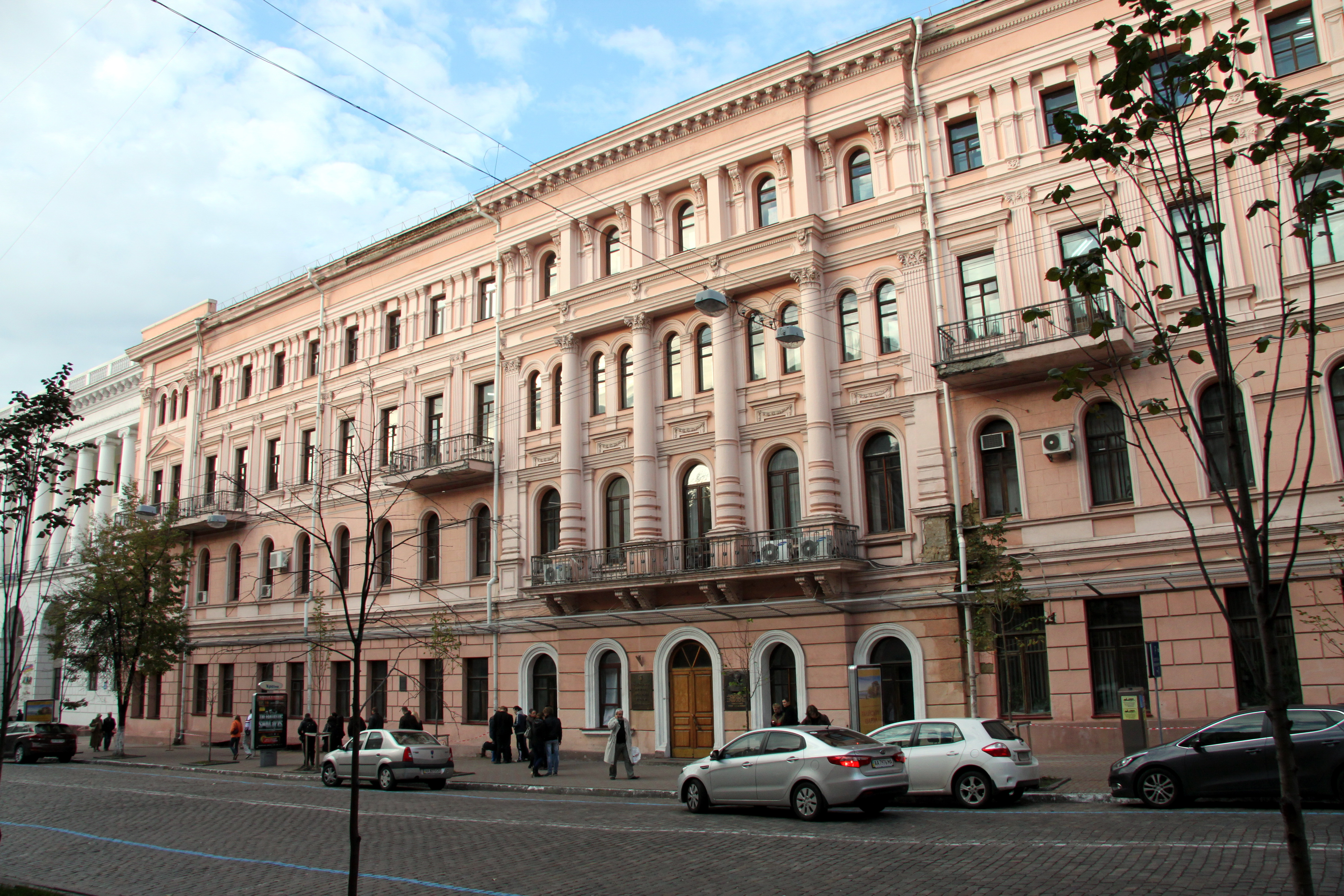
Западный фасад

Здание сооружено в конце 1890-х годов (бывшая гостиница «Континенталь», архитекторы Эдуард Брадтман и Георгий Шлейфер) на месте бывшей усадьбы профессора медицины Федора Меринга. Во время Второй мировой войны сгорело и было разрушено. В 1955—1958 годах здание было отстроено и перестроено, достроен концертный зал (архитекторы Л. Б. Каток и Я. Л. Красный). Находится по адресу: улица Архитектора Городецкого 1/3-11 (угол Крещатика).
В 2021 году здание консерватории включили в президентскую программу «Большая реставрация», были проведены работы по реставрации фасадов, выходящих как на Крещатик, так и на улицу Городецкого.

## Руководители консерватории[4]
- Владимир Пухальский (1913—1914)
- Рейнгольд Глиэр (1914—1920)
- Феликс Блуменфельд (1920—1922)
- Константин Михайлов (1922—1926)
- Абрам Луфер (1934—1948)
- Александр Климов (1948—1954)
- Андрей Штогаренко (1954—1968)
- Иван Ляшенко (1968—1974)
- Николай Кондратюк (1974—1983)
- Олег Тимошенко (1983—2004)
- Владимир Рожок (с 2004—2018)

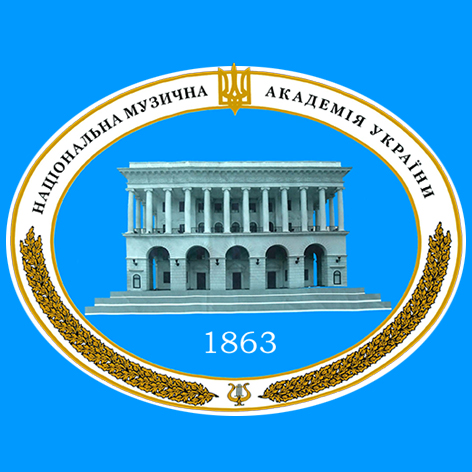
Логотип

- Максим Тимошенко (с 11 июня 2018 года — и. о. ректора[5], с 13 ноября 2018 — ректор[6][7]).

## Известные преподаватели
- Жанна Анистратенко-Хурсина
- Борис Архимович
- Симон Барер
- Беркович, Исаак Яковлевич
- Григорий Беклемишев
- Владимир Бесфамильнов
- Блуменфельд, Феликс
- Лев Венедиктов
- Константин Виленский
- Николай Вилинский
- Ирина Вилинская
- Элеонора Виноградова
- Наталия Витте
- Всеволод Воробьёв
- Зоя Гайдай
- Вадим Гнедаш
- Нина Герасимова-Персидская
- Богдан Гныдь
- Алексей Горохов
- Мария Донец-Тессейр
- Евгений Дущенко
- Елена Зинькевич
- Нина Куклина
- Григорий Коган
- Владимир Кожухарь
- Комиссаров, Олег Вадимович
- Нина Королюк
- Арсений Котляревский
- Иван Котляревский
- Богодар Которович
- Сергей Крапива
- Виктор Курин
- Олег Крыса
- Мария Литвиненко-Вольгемут
- Лилия Лобанова
- Борис Лятошинский
- Павел Муравский
- Владимир Нильсен
- Ольга Пархоменко
- Пухальский, Владимир Вячеславович.
- Лев Ревуцкий
- Михаил Скорульский
- Вениамин Тольба
- Николай Ризоль
- Игорь Рябов
- Александра Ропская
- Рада Лысенко
- Вадим Червов
- Марина Черкашина-Губаренко
- Юрченко, Николай Яковлевич
- Яблонский, Вильгельм Марьянович
- Болеслав Яворский
- Наталия Измайлова

## Почётные профессора академии
- Рикардо Мути
- Пласидо Доминго
- Джек Ма
- Олег Крыса
- Естебан Вольверде Корралес
- Николай Сук
- Е Сяоган
- Ежи Станкевич

## Известные выпускники
- Вадим Авдеев
- Дмитрий Агеев
- Анна Артоболевская
- Владимир Астраханцев
- Рената Бабак
- Ростислав Бабич
- Эдгар Бастидас[англ.]
- Александр Билаш
- Александр Брайловский
- Михаил Бялик
- Лев Венедиктов
- Ирина Вилинская
- Алексей Войтенко
- Алина Волкова
- Богдан Гныдь
- Александр Гоноболин
- Наталия Гриднева
- Владимир Горовиц
- Сусана Джамаладинова (Jamala, Джамала)
- Владимир Дукельский
- Евгений Дущенко
- Герман Жуковский
- Татьяна Зозуля
- Владимир Зубицкий
- Андрей Иванов
- Андрей Ищенко
- Иван Карабиц
- Андрей Кирпань
- Анатолий Китаин
- Олег Комисаров
- Анатолий Кочерга
- Раиса Кузнецова
- Лев Кулаковский
- Виктор Курин
- Валентина Лисица
- Лилия Лобанова
- Святослав Лунёв
- Борис Лятошинский
- Георгий Майборода
- Роман Майборода
- Валерий Матюхин
- Георгий Мирецкий
- Ольга Микитенко
- Богдан Милка
- Евгения Мирошниченко
- Антон Муха
- Валерий Полевой
- Виктория Полевая
- Вячеслав Полозов
- Анатолий Пономаренко
- Тамара Пронина
- Лев Ревуцкий
- Алексей Ретинский
- Андрей Романенко
- Валентин Сильвестров
- Анатолий Соловьяненко
- Евгений Станкович
- Павел Стеценко
- Глеб Таранов
- Марк Топчий
- Иван Тоцкий
- Ян Френкель
- Виктор Цуккерман
- Борис Чистяков
- Игорь Шамо
- Владимир Шейко
- Леонид Шкарупа
- Александр Юнинский
- Николай Юрченко